# Октенидин
Октенидин, октенидина дигидрохлорид — катионное поверхностно-активное вещество, антисептик.

## Эффективность и безопасность
Октенидина дигидрохлорид уничтожает и грамположительные, и грамотрицательные бактерии, а также Candida albicans.
Октенидина дигидрохлорид не впитывается через кожу, также не проходит через плацентарный барьер.
При употреблении внутрь октенидин оказывает токсическое действие.

## Применение
Октенидин применяется в качестве наружного антисептика, в том числе в неонатальной практике. Он имеет преимущества перед хлоргексидином как более дешёвый препарат, при этом бактерии не вырабатывают к нему устойчивость.
Для усиления эффекта октенидина дигидрохлорид используется совместно с феноксиэтанолом.